# 13435 Рорет
13435 Рорет (13435 Rohret) — астероїд головного поясу, відкритий 4 листопада 1999 року.
Тіссеранів параметр щодо Юпітера — 3,570.